# Nadine Böhi
Nadine Katja Böhi (* 21. November 2003 in Flawil) ist eine Schweizer Fussballtorhüterin.

## Werdegang

### Verein
Böhi spielte in ihrer Kindheit für den FC Niederwil, ehe sie im August 2016 in die Juniorinnenabteilung des FC St. Gallen (Future Champs Ostschweiz) wechselte. Dort spielte sie für die U17 und U19. In der Saison 2020/21 schaffte sie den Sprung ins Fanionteam des FC St. Gallen-Staad (heute FC St. Gallen Frauen), obwohl sie bereits in der Saison 2019/20 dreimal auf der Ersatzbank Platz genommen hatte. Am 14. November 2020 kam sie zu ihrem Debüt in der Women’s Super League. Im selben Fussballjahr stand sie drei weitere Male zwischen den Pfosten. In der Saison 2021/22 absolvierte Böhi wiederum drei Partien in der Meisterschaft und hütete nebenbei im Schweizer Cup das Tor von St. Gallen-Staad. Dort blieb sie im ganzen Wettbewerb ohne Gegentreffer. Dennoch schieden die Ostschweizerinnen nach Penaltyschiessen im Viertelfinal aus. Früh in der Saison 2022/23 verletzte sich Stammtorhüterin Fabienne Oertle und Böhi spielte daraufhin bis auf eine einzige Partie die komplette restliche Spielzeit. Sie nahm am Final des Schweizer Cup im April 2023 gegen den Servette FC Chênois Féminin teil. Nebenbei parierte sie in der Meisterschaft auswärts bei den Grasshoppers und bei Servette je einen Penalty. Böhi ist seit Januar 2024 Stammtorhüterin bei den FC St. Gallen Frauen und startete somit im Sommer 2024 erstmals als Nummer 1 in eine neue Spielzeit. Dort blieb die Schweizer Internationale in den ersten 542 Minuten ohne Gegentor, saisonübergreifend sogar 561 Minuten. Damit hat Böhi ihre persönliche Bestmarke von 491 Minuten aus der Saison 2022/23 verbessert. Ab April 2025 absolvierte die Torfrau parallel die Spitzensport-RS der Schweizer Armee. Im Juni 2025 wurde bekannt, dass die Ostschweizerin ihre Karriere beim Frauen-Bundesliga-Aufsteiger 1. FC Union Berlin fortsetzen wird. Böhi wird bei den Köpenickinnen in der Saison 2025/26 die Rückennummer 28 tragen.

### Nationalmannschaft
Böhi erhielt im Jahr 2019 ihr erstes Aufgebot für das Schweizer U16-Nationalteam. Später gehörte sie auch den nationalen Auswahlen der U17, U19 und U23 an. Im März 2024 wurde Böhi von Nationaltrainerin Pia Sundhage erstmals für das A-Nationalteam aufgeboten. Auch in den sechs weiteren Zusammenzügen vor der Heim EM 2025 von Juni 2024 bis April 2025 stand Böhi jeweils im Aufgebot des A-Nationalteams. Die Neo-Unionerin hatte wie erwartet den Sprung in den 23-köpfigen Schweizer Kader für die WEURO 2025 geschafft. Beim "Chase" (Schnitzeljagd) der Kaderbekanntgabe vom Schweizerischen Fussballverband wurde ihr Trikot mit der Nummer 21 auf der Brunnenskulptur "Mädchen mit Krug" im St. Galler Leonhardspärkli gefunden. Bei der EM-Endrunde im Heimatland blieb Böhi ohne Einsatz.    

## Erfolge
- Schweizer Cup Finalistin: 2023